# Рауль Паолі
Рауль Паолі (фр. Raoul Paoli, 24 листопада 1887 — 23 березня 1960) — французький спортсмен.
Бронзовий призер Олімпійських Ігор 1900 року в складі розпашної двійки зі стерновим.